# Lago Sandoval
El lago Sandoval es un lago del Perú, cercano a la ciudad de Puerto Maldonado, capital del departamento de Madre de Dios, en la selva amazónica. Posee aguas claras y tranquilas.
Existe un "Plan del sitio Sandoval" dentro del "Plan Maestro de la Reserva Nacional de Tambopata", a través del cual la Sociedad Zoológica de Fráncfort protege la zona.

## Fauna
Es un santuario de la fauna (nutria gigante o lobo de río, caimán negro, varias especies de guacamayos y loros, martín pescador, tortugas, monos, garzas y grullas entre otras especies de la fauna de la pluvisilva). Es una reserva de la biodiversidad con más de 1000 especies de aves.

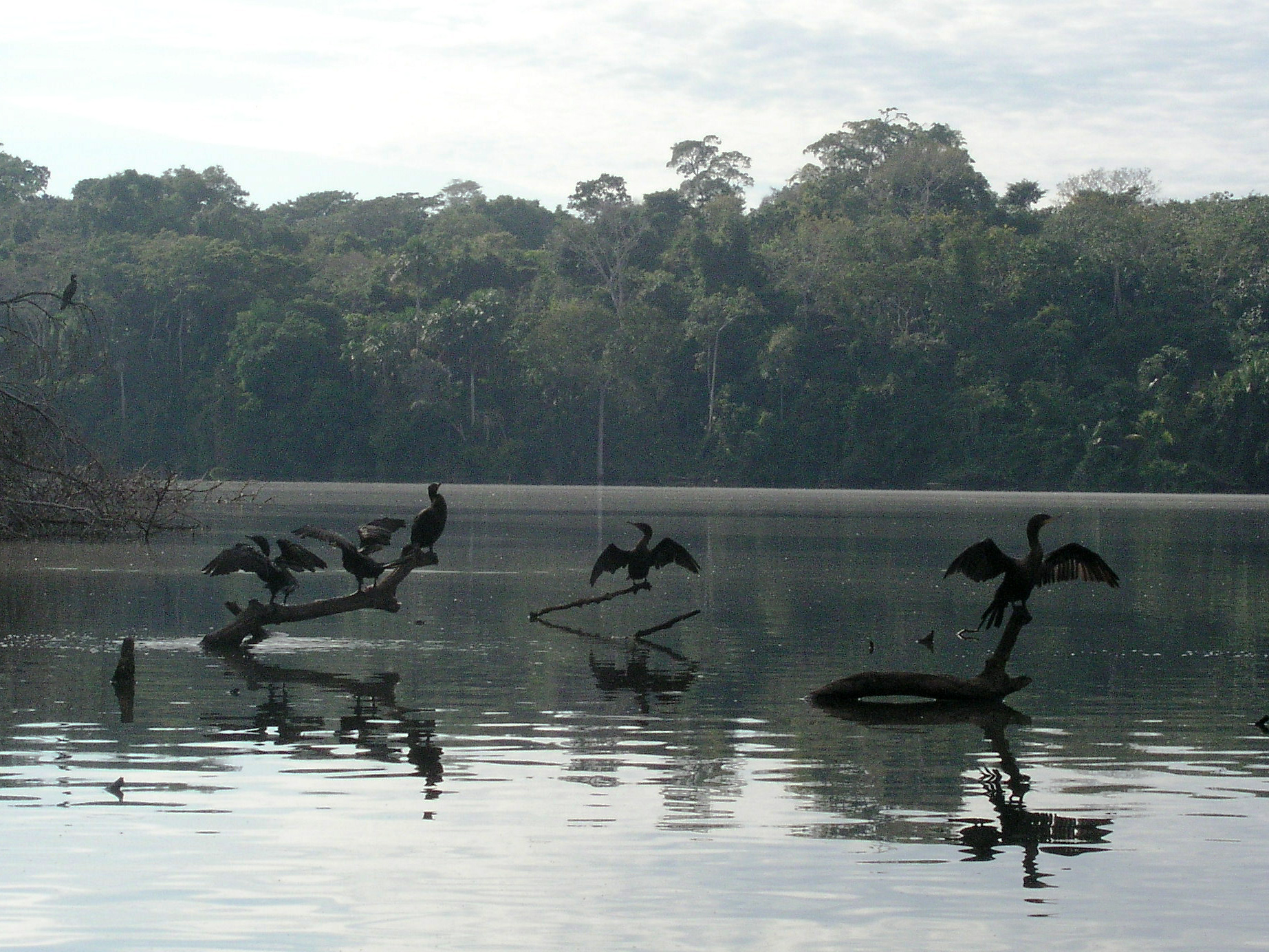
Cormoranes.
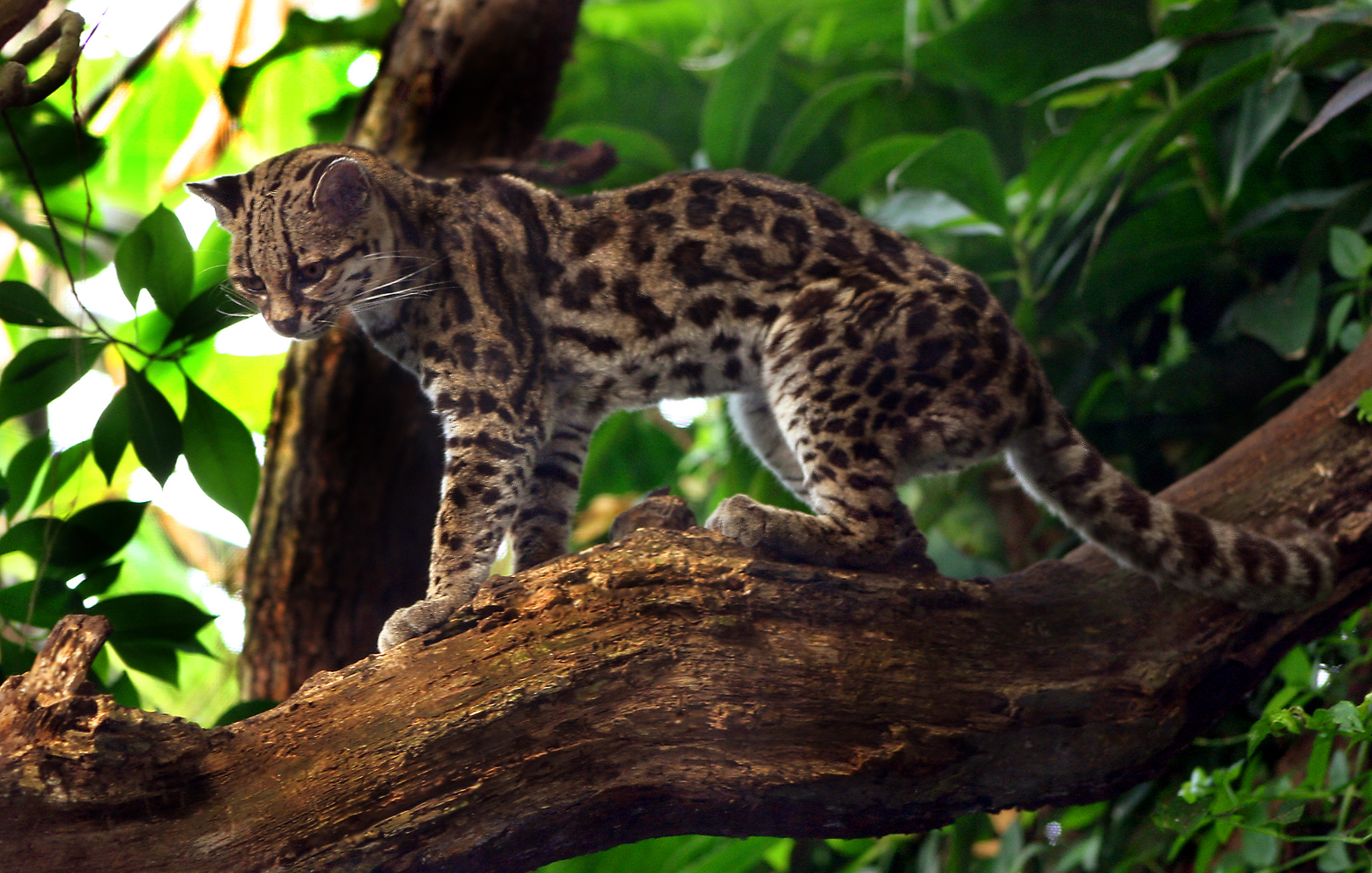
Gato tigre.
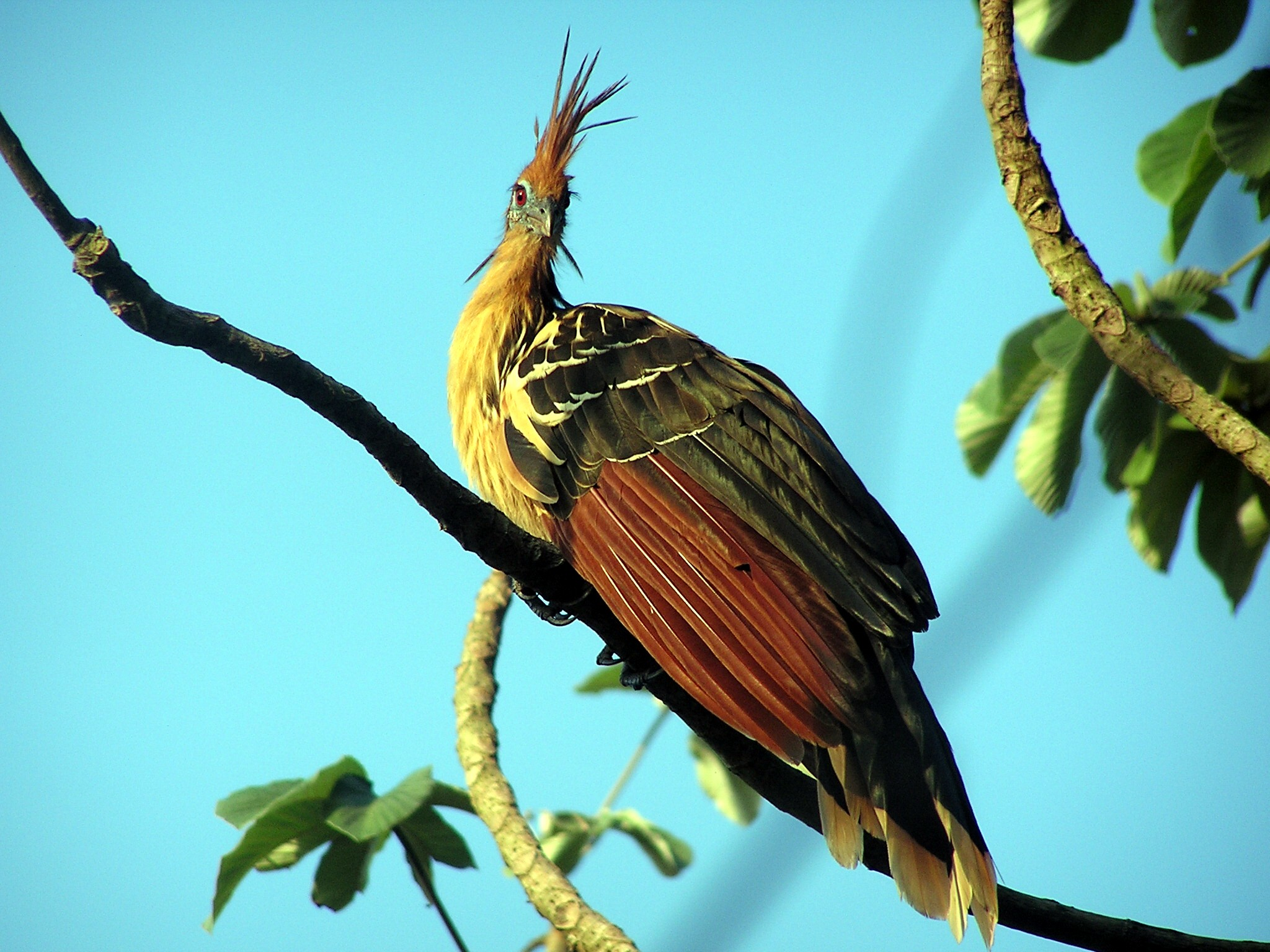
Hoatzín.
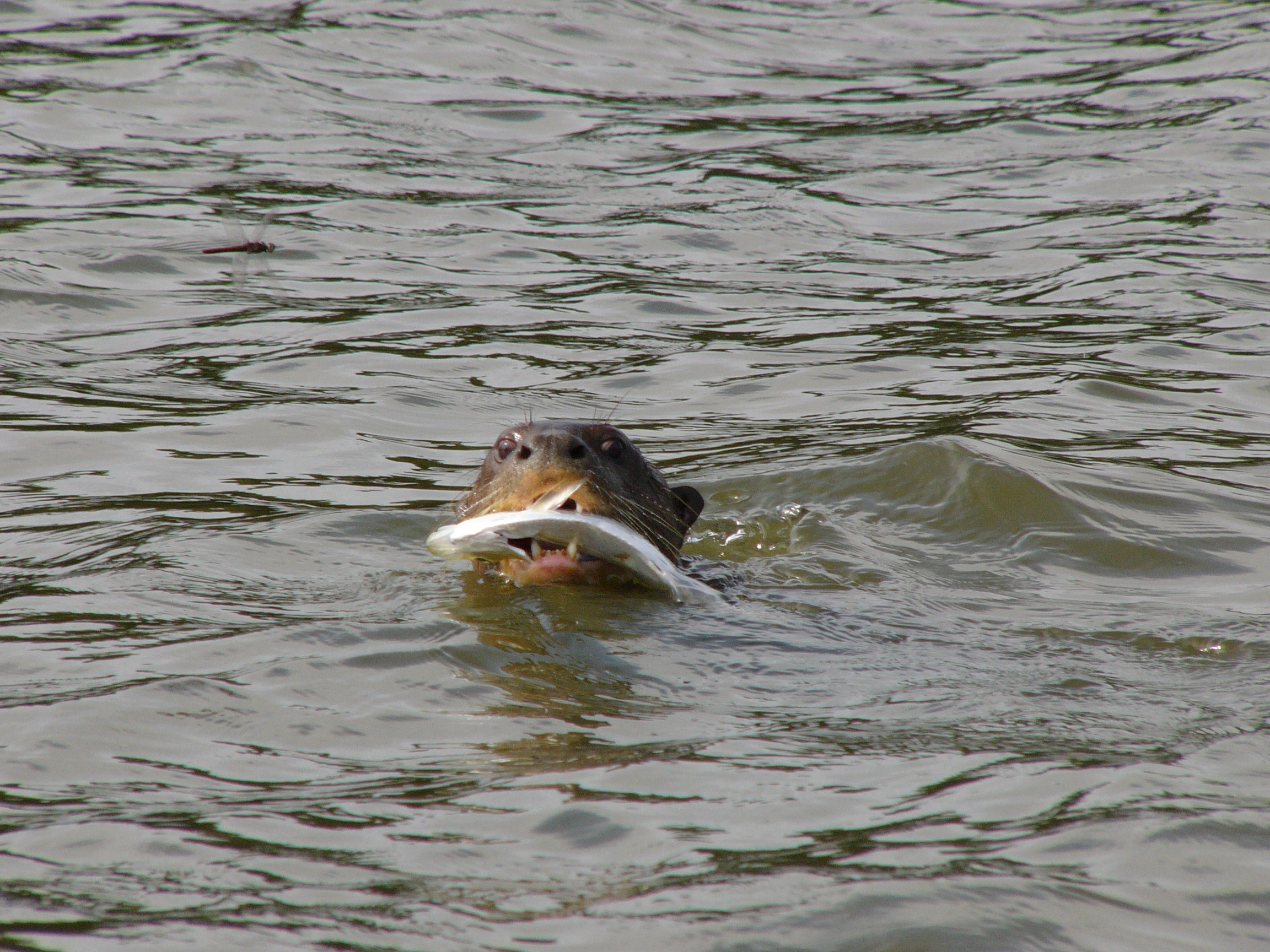
Nutria Gigante.

## Flora
Entre otros, hay orquídeas, platanillos (pico de loro), ungurahuis, lupunas, caobas y aguajes.
Destacan los aguajales alrededor del lago; estas palmeras pueden alcanzar hasta 30 m de alto.

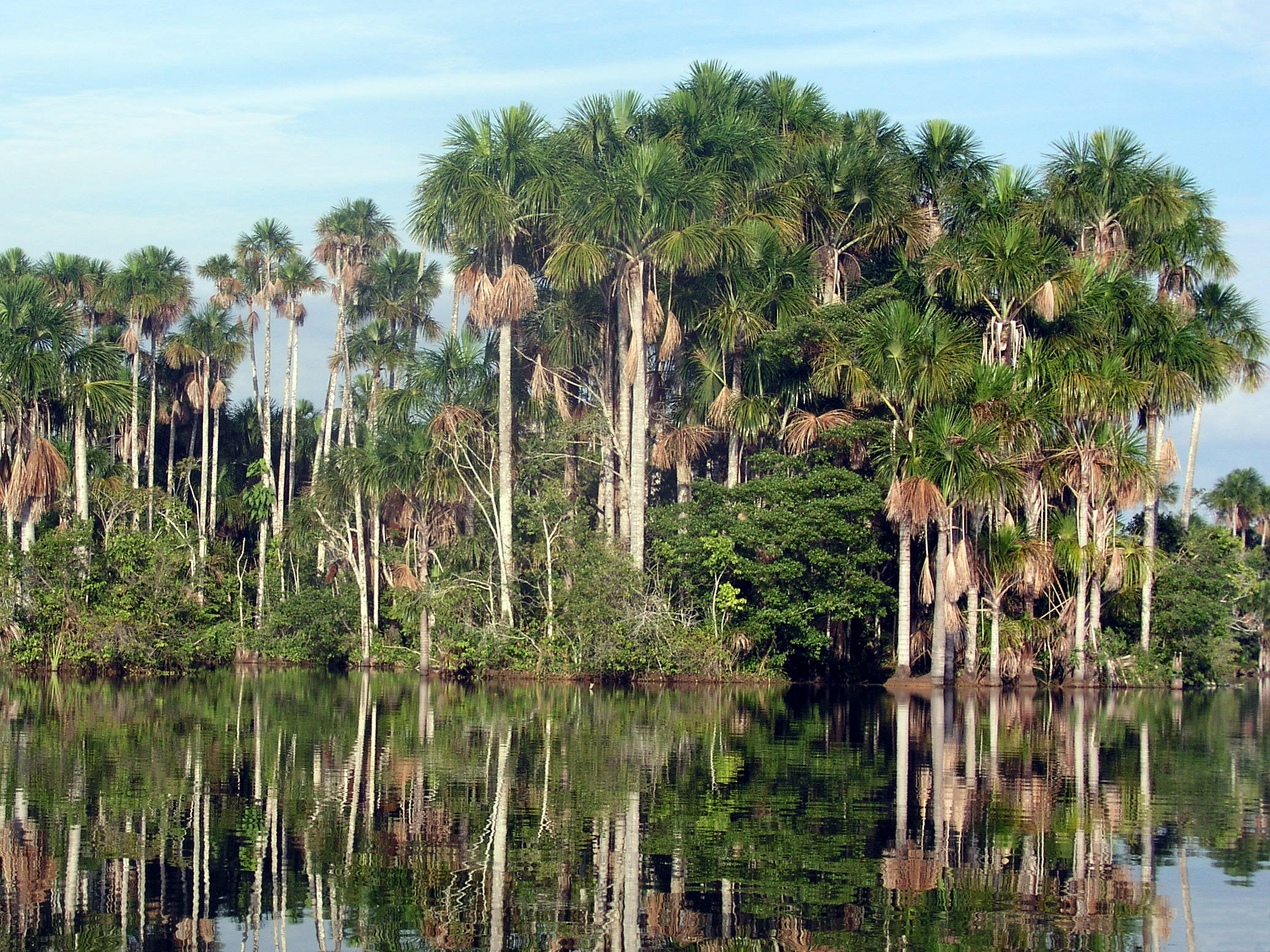
Aguajes en el lago Sandoval.

## Turismo
El Lago Sandoval es un destino turístico no masificado. Siendo un área protegida tiene las actividades reguladas.
Hay una torre de observación, gestionada por la Sociedad Zoológica de Fráncfort, abierta gratuitamente a los visitantes de la Reserva, previa inscripción en el Centro de Interpretación que se encuentra en el camino de acceso al lago.
Un recorrido en barca por el lago o estar apostados en las orillas pueden permitir ver la llegada por la tarde de bandadas de guacamayos que vienen a pasar la noche en el lugar.